# Gabriela Villagrand
Gabriela "Gabby" Elizabeth Villagrand Leonards (Spring, 12 januari 1999) is een Panamees voetbalspeelster die als middenvelder actief is bij de nationale ploeg van Panama.

## Biografie
Gabriella Villagrand werd in 1999 geboren in Spring (Texas) als dochter van de Amerikaanse Heather en de Panamees Ricardo Villagrand, die elkaar ontmoetten toen Ricardo in Texas ging studeren. Ze gingen regelmatig op bezoek in Panama om de familie van haar vader te bezoeken. Ze begon te voetballen op vijfjarige leeftijd. Als kind speelde Villagrand in de Challenge Soccer Club van haar stad, terwijl ze in de zomer in de Women's Premier Soccer League (WPSL) speelde. Tijdens haar studententijd speelde ze vier jaar aan de Angelo State University, waar zij in 2022 afstudeerde. Ze studeerde "Activiteits- en Sportwetenschappen" en behaalde een Master of Business Administration met een specialisatie in gezondheid. In 2022 tekende ze een profcontract bij het Costa Ricaanse Deportivo Saprissa, waar ze vier maanden speelde.

## Internationale carrière
Villagrand debuteerde op 28 januari 2020 bij de nationale ploeg op het CONCACAF Olympisch kwalificatietoernooi 2020 in de wedstrijd tegen Costa Rica, die met 6-1 verloren werd. Ze nam ook met het nationale team deel aan het CONCACAF-kwalificatietoernooi 2022.
Villagrand maakte deel uit van de selectie van 23 speelsters die door Nacho Quintana op 26 januari 2023 bekendgemaakt werd voor de intercontinentale play-offs in februari in Nieuw-Zeeland en zich kwalificeerden voor het Wereldkampioenschap voetbal vrouwen 2023.
1: Fábrega ·
2: Jaén ·
3: Reyes ·
4: Castillo ·
5: Pinzón ·
6: Salazar ·
7: Rangel ·
8: Batista ·
9: Riley ·
10: Cox ·
11: Camarena · 12: Bailey · 13: Natis · 14: De León · 15: Guevara · 16: Espinosa · 17: Villagrand · 18: Hernández · 19: Cedeño · 20: González · 21: De Obaldía · 22: Ducreux · 23: Vargas · Coach: Quintana